# Pelea capreolus
Pour les articles homonymes, voir Pelea (homonymie).
Genre
Espèce
Statut de conservation UICN

 NT  : Quasi menacé
Pelea capreolus dite aussi Péléa (afrikaans Reebok, anglais Rhebok, Rhebuck, « chevreuil-bouc ») est une espèce d'antilope endémique d'Afrique du Sud, du Zimbabwe, du Lesotho et de l'eSwatini. C'est la seule espèce du genre Pelea, considéré comme le seul genre d'une sous-famille Peleinae ou d'une tribu Peleini. Toutefois les études de phylogénie moléculaire le placent dans la tribu des Reduncini, élargie pour la circonstance.

## Description
Ils préfèrent les prairies de montagne. Un pelage laineux de couleur grise les protègent du froid. Seuls les mâles, très agressifs pendant la période des amours, portent des cornes. Celles-ci, longues de 20 à 25 cm, sont droites ou légèrement recourbées vers l'avant.

#### GenrePelea
- (en) Mammal Species of the World (3e  éd., 2005) :  Pelea
- (en) Catalogue of Life : Pelea Gray, 1851 (consulté le 11 décembre 2020)
- (en) Paleobiology Database : Pelea  Gray 1851
- (fr + en) ITIS : Pelea  Gray, 1851
- (en) Animal Diversity Web : Pelea
- (en) UICN : taxon  Pelea  (consulté le 7 janvier 2023)

#### EspècePelea capreolus
- (en) Mammal Species of the World (3e  éd., 2005) :  Pelea capreolus
- (en) Catalogue of Life : Pelea capreolus (Forster, 1790)
- (fr + en) ITIS : Pelea capreolus  (Forster, 1790)
- (en) Animal Diversity Web : Pelea capreolus
- (en) NCBI : Pelea capreolus (taxons inclus)
- (en) UICN : espèce Pelea capreolus  (Forster, 1790)